# Voot
Voot é um serviço de streaming OTT de vídeo sob demanda indiano, pertencente à Viacom18. Lançada em março de 2016, é a plataforma de vídeo sob demanda suportada por publicidade da Viacom18 que está disponível como um aplicativo para iOS, KaiOS (JioPhone) e usuários do Android e um site para consumo em desktop. Também é acessível através da Amazon Fire TV, Roku (para assinantes da Virgin Media e Sling TV), Apple TV, Android TV e dispositivos Chromecast.
Voot está disponível apenas na Índia, Estados Unidos e Reino Unido, e hospeda mais de 40.000 horas de conteúdo de vídeo que inclui programas de canais como MTV, Nickelodeon e Colors. O conteúdo também está disponível em vários idiomas, como Kannada, Marata, Bengali, Guzerate, Oriá, Malaiala, Telugo e Tâmil.
Em fevereiro de 2020, a Voot apresenta o serviço de assinatura pago chamado Voot Select. As séries Voot Original são disponibilizadas apenas para assinantes pagos. Alguns programas de TV estão sendo transmitidos um dia antes da TV para assinantes pagos.
Em maio de 2022, a Paramount Global anunciou que o Paramount+ seria lançado na Índia em 2023. Ainda não está claro se substituirá o Voot após o anúncio de trazer o Paramount+ para o público indiano.